# 普多羅湖
57°46′11″N 34°36′40″E / 57.76972°N 34.61111°E
普多羅湖（俄语：Пудоро），是俄羅斯的湖泊，位於該國西北部特維爾州，由上沃洛喬克區負責管轄，長8.7公里、寬1.5公里，面積8.2平方公里，海拔高度158米，湖岸線長度25.7公里，集水區面積129平方公里，最大水深4米。